# Tầng Capitan
| Hệ/ Kỷ                               | Thống/ Thế   | Bậc/ Kỳ      | Tuổi (Ma) | Tuổi (Ma) |
| ------------------------------------ | ------------ | ------------ | --------- | --------- |
| Trias                                | Hạ/Sớm       | Indu         | trẻ hơn   | trẻ hơn   |
| Permi                                | Lạc Bình     | Trường Hưng  | 251.902   | 254.14    |
| Permi                                | Lạc Bình     | Ngô Gia Bình | 254.14    | 259.1     |
| Permi                                | Guadalupe    | Capitan      | 259.1     | 265.1     |
| Permi                                | Guadalupe    | Word         | 265.1     | 268.8     |
| Permi                                | Guadalupe    | Road         | 268.8     | 272.95    |
| Permi                                | Cisural      | Kungur       | 272.95    | 283.5     |
| Permi                                | Cisural      | Artinsk      | 283.5     | 290.1     |
| Permi                                | Cisural      | Sakmara      | 290.1     | 295.0     |
| Permi                                | Cisural      | Assel        | 295.0     | 298.9     |
| Carbon                               | Pennsylvania | Gzhel        | già hơn   | già hơn   |
| Phân chia kỷ Permi theo ICS năm 2017 |              |              |           |           |

Tầng Capitan (còn gọi là tầng Tatar (một phần)) là tầng động vật thứ ba và cuối cùng của thế Guadalupe trong kỷ Permi. Nó kéo dài từ khoảng 265,8 ± 0,7 triệu năm trước (Ma) tới khoảng 260,4 ± 0,7 Ma. Tên gọi của nó lấy theo tằng hệ Capitan (Capitan formation) của dãy núi Guadalupe. Đứng trước nó là tầng Word cùng thế còn đứng sau nó là tầng Ngô Gia Bình của thế Lạc Bình.
GSSP chính thức của ICS là phần đá vôi Pinery, đồi Nipple, đông nam dãy núi Guadalupe, Texas, Hoa Kỳ. Mốc đánh dấu sự bắt đầu của tầng này là thời điểm xuất hiện lần đầu tiên của loài động vật răng nón Jinogondolella postserrata. Mốc đánh dấu sự kết thúc của tầng này là thời điểm xuất hiện lần đầu tiên của loài động vật răng nón Clarkina postbitteri.